# Книга приказок Соломонових

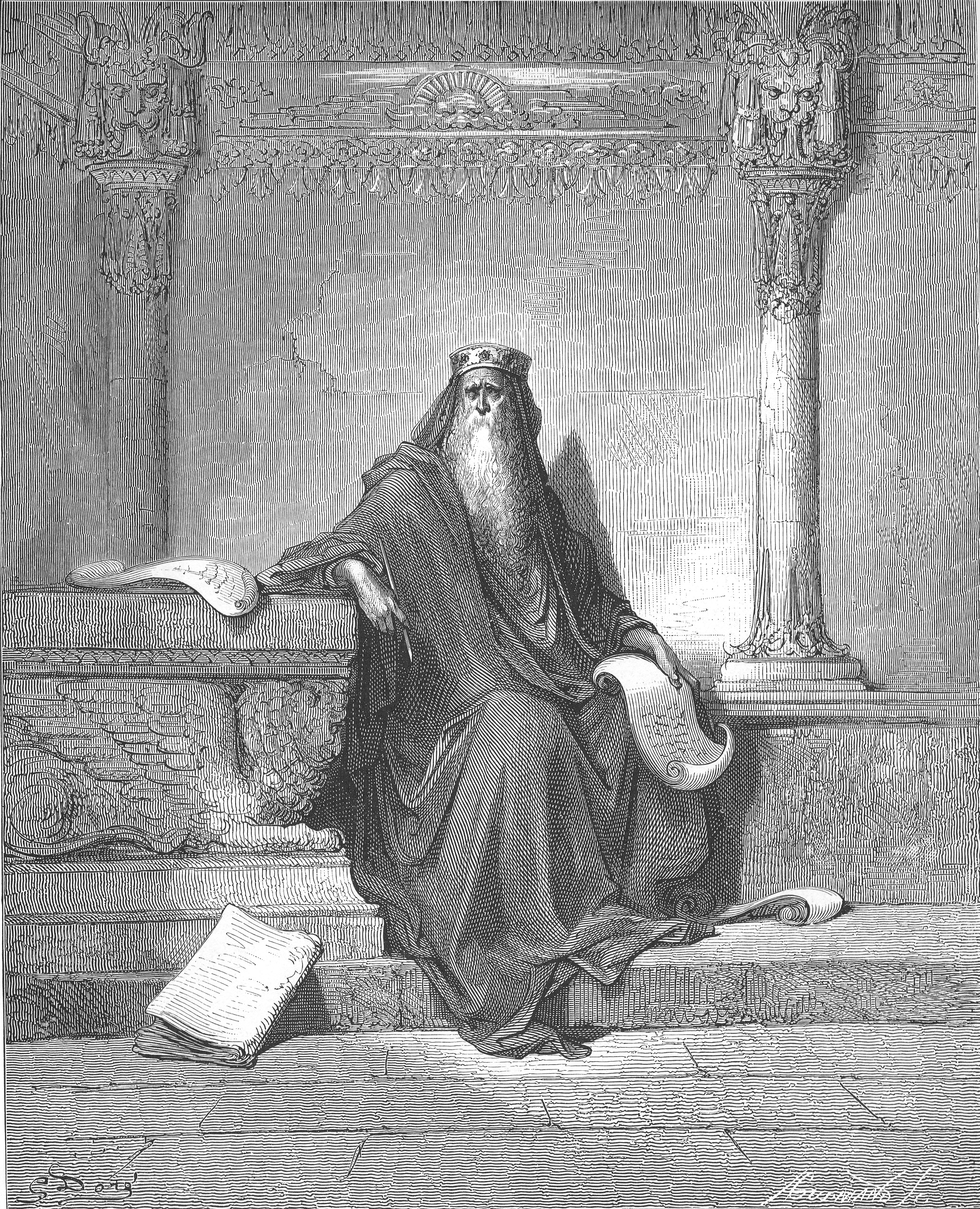
Гюстав Доре «Цар Соломон у похилому віці».

Кни́га приказо́к Соломо́нових (При́повісті Соломо́на; івр. משלי «Мішле(й)», лат. Parabolae Salomonis, грец. Παροιμιαι Σαλωμωντοσ) — двадцята книга Старого Заповіту. Належить до навчальних поетичних книг поряд з Книгою Йова, Книгою Псалмів, Книгою Еклезіястовою і Піснею над Піснями. Згідно з юдейським каноном — це книга Мішлей, друга у Писаннях (Ктувім). Інші назви біблійної книги — Приповістей, Прислів'я, Притч або Приповідок. Деякі перекладачі, зокрема І. Огієнко, розділили книгу на частини відповідно до авторства або часу впорядкування приказок. Книга приказок є однією з найбільш цитованих книг Біблії.

## Авторство та історія написання

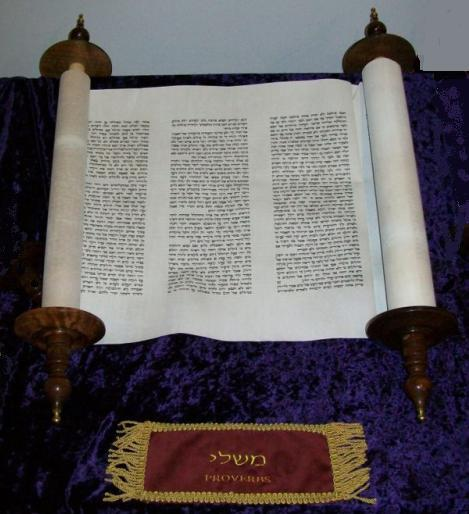

Частини 1-3 приписуються безпосередньо Соломонові. Біблія детально розповідає про отримання цим ізраїльським царем мудрості. По смерті Давида ізраїльський престол перейшов до його сина, Соломона, і через деякий час до нього уві сні явився Господь Ягве. Соломон, відмовившись від багатства і довголіття, обрав «серце розумне, щоб судити народ…, розрізняти добре від злого…» (1 Царів 3:9). Як відомо з Першої книги царів 4:32, Соломон «проказав три тисячі приказок», які і послужили, скоріш за все, основою Книги приказок (або Приповістей). Щодо четвертої частини, у самому тексті вказано: «І оце Соломонові приповісті, що зібрали люди Єзекії, Юдиного царя» (Приповісті 25:1).
А кожен з розділів п'ятої частини належить окремим авторам (30 розділ — «слова Агура, Якеєвого сина», 31 розділ — «слова Лемуїла»). Єдності стосовно ідентифікації цих осіб немає. Дехто вважає, що за цими іменами стоїть сам Соломон. Наприклад, у Мідраші говориться: «Його називали Агуром, адже він зберігав (агар) знання Тори, і сином Яке, бо ж він вивергнув (хіккі) його в тому сенсі, що знехтував пересторогою не одружуватися на багатьох жінках». Дехто вважає, що це один зі східних мудреців або брат Лемуїла. Лемуїла же деякі коментатори асоціюють з царем Єзекією.

## Збірки афоризмів, засновані на висловах з Книги приказок

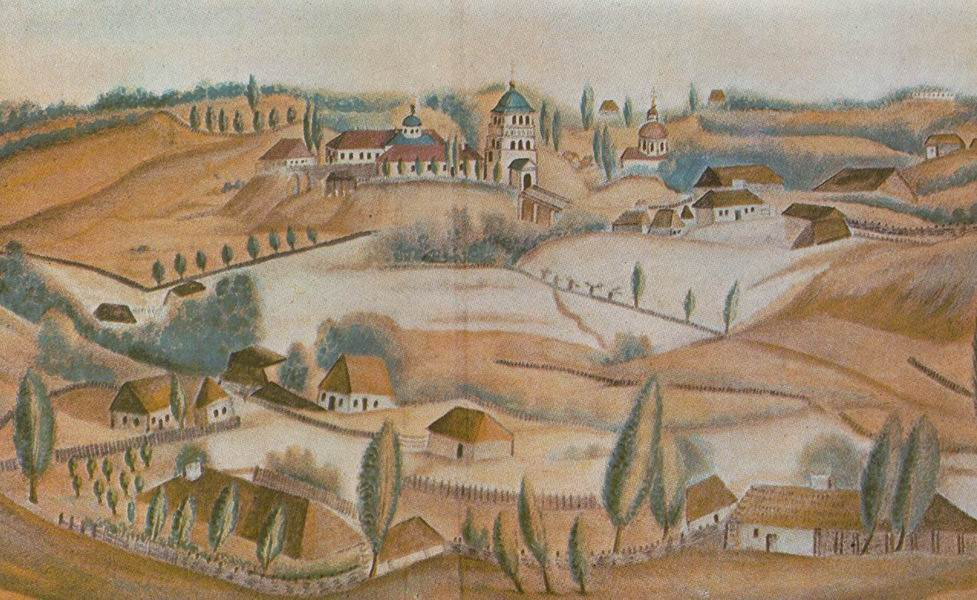
Дерманський монастир, в якому з грецької мови вченими монахами на чолі з Кипріяном була перекладена «Пчола».

В середньовіччі на українських землях великою популярністю користувалися збірки афоризмів, відомих під назвою «Бджола». Крім виразів грецьких філософів, Отців Церкви, апостолів, в ній були і деякі з Книги приказок. Наприклад:
- «Хай не зваблять тебе мужі нечестиві, не ходи одним шляхом з ними, а відхили ноги свої від стезі їх, ноги ж бо їх до зла простують, і швидкі вони на пролиття крові».
- «Хто копає яму для ближніх своїх, упаде в неї. Хто камінь кидає на друга, в себе кидає».
- «Ваги справедливості, і міра справедливості, і земля справедливості хай буде вам».
- «Ліпше од вірного друга рана, ніж поцілунок ворога».

## Видання перекладів і переспівів українською
- Книга приповідок Соломонових // Поетична Біблія : [переспів Івана Чупашка] / Іван Петрович Чупашко; В.о. Львів. держ. музична акад. ім. М. Лисенка. – Львів : Кварт, 2004. – 275 с. – ISBN 966-87921-6-5
- Книга приповістей Соломонових // Осанна Господу, осанна! : переспіви українською мовою Святого Письма / Тетяна Василенко. — Вінниця: Едельвейс і К, 2013. — 624 с. — С. 381—450. — (Серія «Бібліотека літератури Вінниччини»).
- Книга Псалмів. Книга Приповістей Соломонових / у переспівах Миколи Карпенка ; [ред. Д. Степовик]. - Київ : Карпенко В. М. [вид.], 2004. - 299 с. - Назва на корінці : Псалми. Приповісті Соломонові. - ISBN 966-7833-70-4